# Gonoy
Gonoy (ou encore Gônoi) est un hameau du village de Saint-Gérard, situé en région wallonne dans l’Entre-Sambre-et-Meuse. Administrativement, il fait aujourd’hui partie de la commune de Mettet, dans la province de Namur, en Belgique.